# Michel duCille
Michel duCille (Kingston, 24 gennaio 1956 – Suakoko, 11 dicembre 2014) è stato un fotoreporter statunitense, vincitore di tre premi Pulitzer..

## Attività professionale
Il primo premio Pulitzer, per la fotografia, gli è stato assegnato nel 1986 per il lavoro svolto durante l'attività eruttiva del vulcano Nevado del Ruiz, per il Miami Herald. Nel 1988 gli venne riconosciuto l'ambito premio per la seconda volta, per il servizio fotografico reso per la stessa testata giornalistica sul caso crack a Miami. Successivamente è passato al Washington Post dove vinse, nel 2008, il terzo premio Pulitzer della sua carriera, per un servizio fotografico sulle cure prestate ai veterani di guerra statunitensi.
Nel 2014 è stato inviato in Liberia per documentare l'epidemia del virus Ebola scoppiata nella regione e dove muore, a seguito di un infarto, l'11 dicembre 2014, all'età di 58 anni.